# 国の擬人化
国の擬人化（くにのぎじんか）とは、国家（政府）や地域を人物として擬人化すること。

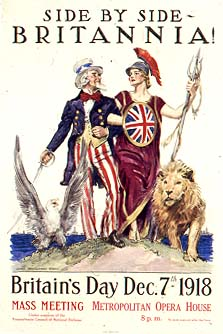
アメリカ合衆国のアンクル・サムとイギリスのブリタニア。足元にいるハクトウワシとライオンもまた国家の擬人として度々扱われている。これは第一次世界大戦時の英米同盟を表す。

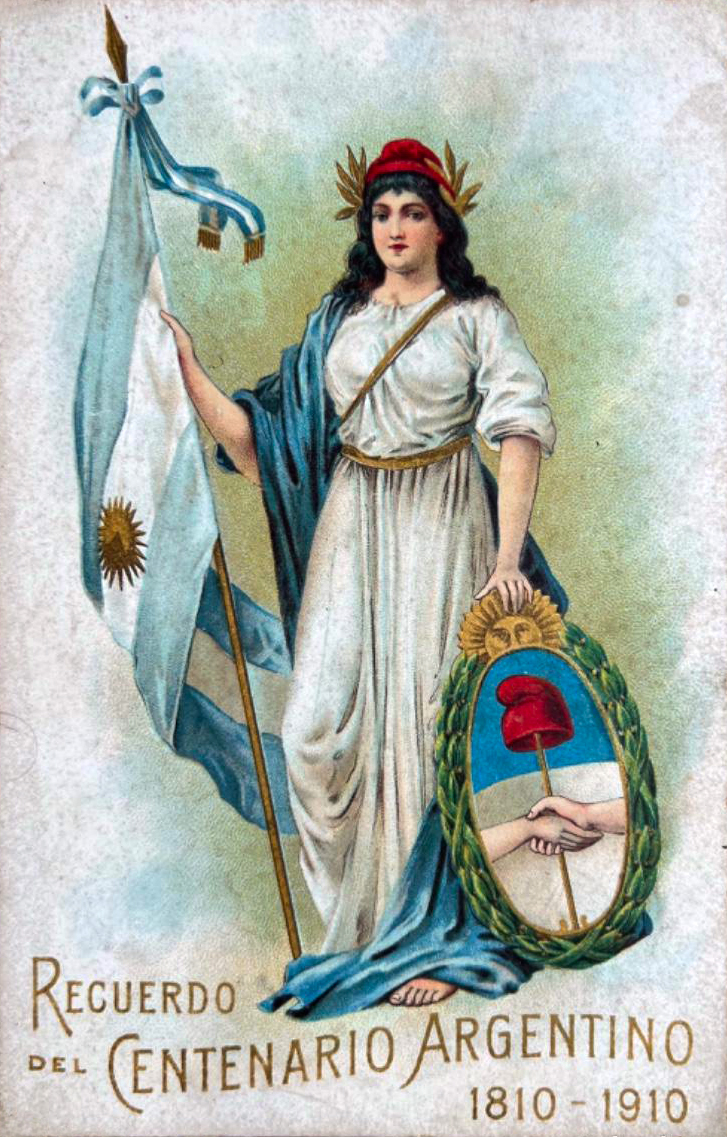
5月革命100周年を記念して描かれたアルゼンチンを擬人化した女性

## 概要
擬人化は対象に人間のような内面・心理を設定することで、世界を認知するための方法である。社会的な存在である国家や地域を人として表すことは、メッセージを受け取る側と送る側にとっても関係性を強化することにつながり、政治的パンフレットや美術作品などで伝統的に広く用いられていた。
古代都市国家のアテナイは女神アテーナーを象徴としている。またアメリカ合衆国をあらわすアンクル・サム、ドイツをあらわすゲルマニア、フランスのマリアンヌが知られる。それぞれの国家の国獣や国旗を国家の擬人とする事もしばしば見られる。
英語などの言語では、現在はit等で受けることが多いものの、国名は女性代名詞 sheで受けられ、女性として考えられてきた。その一因は地名接尾辞を伴って、地名がラテン語で Italia(イタリア),  Græcia (ギリシャ),  Britannia (ブリタニア),  Germania (ゲルマニア),  Hispania (ヒスパニア) など、女性名詞語尾 -iaで終わっていることの影響が考えられると細江逸記は考えた。

## 伝統的に用いられる国の擬人化
これらは非公式・公式を問わず、表現として用いられた国家の擬人化である。
| 国                 | 画像                                                                                | 名称 |
| ------------------ | ----------------------------------------------------------------------------------- | --- |
| アルバニア         |                                                                                     | マザー・アルバニア |
| アルゼンチン       |                                                                                     | アルゼンチンの擬人化、ガウチョ、マルティーン・フィエロ |
| アルメニア         |                                                                                     | マザー・ハヤスタン |
| オーストラリア     |                                                                                     | リトル・ボーイ・フロム・マンリー 、Australia 、ボクシング・カンガルー |
| オーストリア       |                                                                                     | オーストリア(擬人化) |
| バングラデシュ     |                                                                                     | バングラ・マー |
| ベルギー           |                                                                                     | ベルギー(擬人化)、小便小僧 |
| ブラジル           |                                                                                     | 共和国の女神、バンディランテ (サンパウロ州)、Candango（ブラジリア)、ガウチョ (リオグランデ・ド・スル州) |
| ハンガリー         |                                                                                     | ハンガリア(擬人化) |
| ブルガリア         |                                                                                     | 母なるブルガリア |
| カンボジア         |                                                                                     | プレア・トングとネアン・ネキイ |
| カナダ             |                                                                                     | アダム・ドラール・デ・ゾルモー、王立カナダ騎馬警察、ジョニー・カナック、 37人の老人(ケベック)、母なるカナダ |
| チリ               |                                                                                     | ロト (擬人化)、ウアッソ、セニョリータ・ファニーナ |
| コロンビア         |                                                                                     | フアン・バルデス |
| 中国               |                                                                                     | 黄龍 |
| ブータン           |                                                                                     | ドゥク |
| チェコ             |                                                                                     | Čechie、チェコ・ヴァセック、二本の尾を持つライオン、善良な兵士シュヴェイク |
| デンマーク         |                                                                                     | オジェ・ル・ダノワ、母なるデンマーク |
| ドミニカ共和国     |                                                                                     | Conchoprimo |
| エジプト           |                                                                                     | 世界の母(Om El Donia) |
| エルサルバドル     |                                                                                     | 世界の救世主の記念碑 |
| 欧州連合           |                                                                                     | エウローペー、エウローパ・レーギーナ |
| フィンランド       |                                                                                     | スオミネイト |
| フランス           |                                                                                     | マリアンヌ、ガリアの雄鶏 |
| ジョージア         |                                                                                     | ゲオルギオス (聖人)、グルジアの母 |
| ドイツ             |                                                                                     | ドイツ: ゲルマニア、ドイッチャー・ミヒェル バイエルン: バヴァリア (擬人化)、ベルリン: ベロリナ、ブラウンシュヴァイク: ブルノニア、フランコニア: フランコニア, ハンブルク: ハーモニア、プロイセン:ボルシア、プファルツ選帝侯領: パラティア、ザクセン:サクソニア |
| ギリシャ           |                                                                                     | ヘラス（擬人化)、アテーナー |
| ハイチ             |                                                                                     | エジリ・ダントール |
| アイスランド       |                                                                                     | レディ・オブ・マウンテン |
| インド             |                                                                                     | バーラト・マータ、ドゥルガー |
| インドネシア       |                                                                                     | イブー・ペルティウィ |
| イラン             |                                                                                     | キュロス2世 |
| アイルランド       |                                                                                     | エリウ、バンバ、フォドラ、キャスリーン・ニ・フーリハン、ヒベルニア (擬人化)、Granuaile、Scotia |
| イスラエル         |                                                                                     | スルリク、 |
| イタリア           |                                                                                     | イタリア・トゥッリタ |
| 北マケドニア       |                                                                                     | 母なるマケドニア |
| マルタ             |                                                                                     | メリタ (擬人化) |
| メキシコ           |                                                                                     | チャーロ (メキシコ)、チナ・ポブラナ、ペラード。 |
| モンゴル           |                                                                                     | チンギス・カン |
| オランダ           |                                                                                     | オランダの乙女、ハンス・ブリンカー、(ゼーラント州: en:Zeeuws Meisje (margarine)のキャラクター) |
| ニューイングランド |                                                                                     | ブラザー・ジョナサン |
| ニュージーランド   |                                                                                     | キーウィ、ジーランディア、南の男 (南島 (ニュージーランド)) |
| ノルウェー         |                                                                                     | 母なるノルウェー、オラ・ノールマンとその妻カリ・ノールマン。ノリ (北欧神話) |
| パレスチナ         |                                                                                     | ハンダラ（ナージー・アル＝アリーのキャラクター） |
| ペルー             |                                                                                     | 祖国ペルー |
| フィリピン         |                                                                                     | フアン・デラ・クルス、フィリピナス、ラプ＝ラプ, ホセ・リサール、マリア・クララ |
| ポーランド         |                                                                                     | ポロニア (擬人化)、レッヒ |
| マレーシア         |                                                                                     | ハン・トゥア |
| ポルトガル         |                                                                                     | ゼ・ポヴィーニョ、ルシタニア、共和国の女神、バルセロスの雄鳥、ポルトガルの守護天使 |
| ルーマニア         |                                                                                     | ルーマニア(擬人化) |
| ロシア             |                                                                                     | 母なるロシア、ロシアの熊、冬将軍 |
| モンテネグロ       |                                                                                     | 母なるモンテネグロ |
| クロアチア         |                                                                                     | 母なるクロアチア |
| スコットランド     |                                                                                     | カレドニア, ジャック・タムソン、スコタ |
| セルビア           |                                                                                     | 母なるセルビア、コソヴォの娘 |
| シンガポール       |                                                                                     | マーライオン |
| タイ               |                                                                                     | サイアム・デヴァディラジ |
| 朝鮮半島           |                                                                                     | アムールトラ |
| スロバキア         |                                                                                     | ユライ・ヤーノシーク |
| スロベニア         |                                                                                     | マチャジュ王 |
| スペイン           |                                                                                     | ヒスパニア (寓意) |
| ジョージア         | Photo of Kartlis Deda made from drone                                               | グルジアの母 |
| ベネルクス         |                                                                                     | レオ・ベルギクス |
| スウェーデン       |                                                                                     | モダー・スヴェア |
| スイス             |                                                                                     | ヘルヴェティア |
| トルコ             |                                                                                     | トルコ(擬人化) |
| リトアニア         | Polonia - Rok 1863 (Polonia - year 1863), 1879                                      | リトアニア(擬人化) |
| ウクライナ         |                                                                                     | コサック・ママーイ、祖国記念碑 (キーウ) |
| イギリス           |                                                                                     | ブリタニア (女神)、ジョン・ブル、ライオン、ブルドッグ |
| アメリカ           | (Columbia_standing_on_the_earth,_holding_an_American_flag_and_trademark_sign)_(LOC) | コロンビア、アンクル・サム(連邦政府)、自由の女神 |
| 日本               |                                                                                     | やまとひめ |

## ギャラリー
- 1914年の三国協商を表したポスター。 マリアンヌ（フランス）、マザー・ロシア（ロシア）、ブリタニア（イギリス）が一堂に会している。
- 第一次世界大戦当時のアメリカ合衆国食品局のポスター。コロンビアが描かれている
- 自由フランス によって使用されたマリアンヌのポスター(1940年)。
- ゲルマニア。 フィリップ・ファイト（1848年）
- スペイン第二共和政において描かれた、 ヒスパニア (擬人化)（英語版）とマリアンヌ(1931年)
- ウジェーヌ・ドラクロワ『ミソロンギの廃墟に立つギリシア（英語版）』 (1827年)
- テオドロス・ヴリザキスが描いた女神としてのヘラス（ギリシャの擬人化） 。ギリシャ独立戦争を描いている。
- エスパーニャとフィリピナス（英語版）、 フアン・ルナ（1886年）。 フィリピンの擬人化であるフィリピナスとスペインの擬人化を描いている。
- イタリア・トゥッリタ（イタリア） とゲルマニア。 ヨハン・フリードリヒ・オーファーベック作。ドイツとイタリアの友好関係をあらわしている。
- ノルウェー、デンマーク、スウェーデンを現した19世紀のポスター。
- レフとチェフとルス（ポーランド、チェコ、ウクライナ） と ポーランドを現す白い鷲
- スウェーデンの象徴であるモダー・スヴェア（英語版）の銅像。ストックホルム。
- 第一次世界大戦における ジョン・ブルのポスター。
- バーラト·マータの像。
- ブラジルにおける憲法擁護戦争（英語版）の際の募兵ポスター。バンディランテとブラジルの独裁者ジェトゥリオ・ドルネレス・ヴァルガス。
- アルゼンチンとブラジルの友好関係（英語版）を現した図。両国を現した女神が握手を交わしている。
- ゼ・ポヴィーニョ（英語版）。19世紀のポルトガルの労働者を現している。
- 1806年のフランス。ユダヤ人を現した人々とナポレオン・ボナパルト
- ジェームス・ギルレイが1803年のアミアンの和約を描いた戯画。 「フランス市民」と太ったブリタニアにキスをしている。
- 『ルーマニア革命』 、コンスタンティン・ダニエル・ローゼンタール（英語版）作。（1850年）
- 『ルーマニアの解放』コンスタンティン・ダニエル・ローゼンタール
- 第一次世界大戦におけるルーマニアとドイツの休戦を現したフランスのパンフレット。屈強な男がドイツ、女性がルーマニア
- 第一次世界大戦において用いられた、アメリカ合衆国陸軍募兵ポスターのアンクル・サム
- 司馬江漢が描いた、日本と中国、西洋の擬人化。
- 自由の象徴であるフリジア帽を掲げるコロンビア。クリッパー (船)の広告に用いられた、ヤング・アメリカ運動（英語版）のカード
- ポーランドの擬人化であるポロニア (擬人化)（英語版）。 ヤン・マテイコが1863年の 1月蜂起のあとに描いたもの。
- アイスランドの象徴、レディ・オブ・マウンテン（英語版）
- コサック・ママーイ。 ウクライナとウクライナ人の擬人化。
- ペルー 、アルゼンチン、 チリ 。 ブエノスアイレス大聖堂
- 『自由ブルガリア』ゲオルギ・ダンチョフ（英語版）のリトグラフ。
- フレデリック・デ・ウィート（英語版）が描いた17世紀のヨーロッパ地図。
- セバスティアン・ミュンスターの『宇宙誌（英語版）』におけるエウローパ・レーギーナ（ヨーロッパ大陸の擬人化）
- ミセス・ブリタニアとその娘のミス・カナダ、 それに言いよるブラザー・ジョナサン（英語版）（ニューイングランド）を描いた1886年の政治風刺画。
- ナポレオンの首を掲げるジョン・ブル。ジェームス・ギルレイ（1803年）
- 1913のアルバニアにおける風刺画。女性はアルバニア、猿はモンテネグロ、豹はギリシャ、ヘビはセルビアを現している。
- ジョナサン・スウィフトとアイルランドの擬人化
- 19世紀に建造された、擬人化したババリア（バイエルン州）の銅像。
- オットー・フォン・ビスマルク主導のフランス孤立政策によって動かされるヨーロッパの政治情勢を描いた戯画。
- ベラルーシで描かれた、1921年のポーランド・ソビエト・リガ平和条約。 右側はボリシェヴィキ、左側はポーランド第二共和国。両者によって分割されるベラルーシを描いている。
- Countryhumansは、国家を擬人化したインターネット・ミームである。

## 大衆文化における擬人化
現代の日本においては、人物(歴史上の人物や神話の登場人物など)や動植物から非生物(天体、鉄道、言語、元素など)まで、あらゆるものが擬人化、キャラクター化されている。それら萌え擬人化の一つとして国(広義には州や非独立地域、民族の擬人化を含むこともある)の擬人化作品も、インターネット上などで多く見られる。
SNS上のみで展開される個人規模の物から、メディアミックスされる大規模な商業作品まで幅広く存在し、前者の例はCountryhumans、後者の例としては、アフガニスタンと周辺国を擬人化したあふがにすタン、アニメ化や舞台化もされたヘタリア、地政学的な側面を重視した地政学ボーイズなどが存在する。

また、各都道府県や自治体などが、広報活動の一環として各地域を擬人化したキャラクターを制作していることもある。